# Темниковский район
Те́мниковский райо́н (мокш. Темникавонь аймак, эрз. Чополтбуе) — административно-территориальная единица (район) и муниципальное образование (муниципальный район) в составе Республики Мордовия Российской Федерации.
Административный центр — город Темников.

## География
Темниковский район расположен в северо-западной части Республики Мордовия, граничит с Нижегородской и Рязанской областями.
По его территории с востока на запад протекает приток Оки река Мокша.
Значительную часть территории района в северной части (32 000 га) занимают леса Мордовского государственного заповедника им. П. Г. Смидовича.

## История
Образован 16 июля 1928 года.

## Население
| \| 1939[5] \| 1959[6] \| 1970[7] \| 1979[7] \| 1989[7] \| 2002[7] \| 2005[8] \| \| -------- \| -------- \| -------- \| -------- \| -------- \| -------- \| -------- \| \| 36 536 \| ↘29 410 \| ↗37 207 \| ↘31 516 \| ↘27 053 \| ↘21 172 \| ↘19 839 \| \| 2006[8] \| 2007[8] \| 2008[8] \| 2009[9] \| 2010[7] \| 2011[10] \| 2012[11] \| \| ↘19 227 \| ↘18 699 \| ↘18 232 \| ↘17 797 \| ↘17 261 \| ↘17 151 \| ↘16 485 \| \| 2013[12] \| 2014[13] \| 2015[14] \| 2016[15] \| 2017[16] \| 2018[17] \| 2019[18] \| \| ↘16 088 \| ↘15 604 \| ↘15 101 \| ↘14 684 \| ↘14 304 \| ↘13 955 \| ↘13 425 \| \| 2020[19] \| 2021[4] \| \| \| \| \| \| \| ↘13 006 \| ↗13 284 \| \| \| \| \| \| 10 000 20 000 30 000 40 000 1970 2006 2011 2016 2021 |         |         |         |         |         |         |
| 1939 | 1959    | 1970    | 1979    | 1989    | 2002    | 2005    |
| 36 536 | ↘29 410 | ↗37 207 | ↘31 516 | ↘27 053 | ↘21 172 | ↘19 839 |
| 2006 | 2007    | 2008    | 2009    | 2010    | 2011    | 2012    |
| ↘19 227 | ↘18 699 | ↘18 232 | ↘17 797 | ↘17 261 | ↘17 151 | ↘16 485 |
| 2013 | 2014    | 2015    | 2016    | 2017    | 2018    | 2019    |
| ↘16 088 | ↘15 604 | ↘15 101 | ↘14 684 | ↘14 304 | ↘13 955 | ↘13 425 |
| 2020 | 2021    |         |         |         |         |         |
| ↘13 006 | ↗13 284 |         |         |         |         |         |

### Урбанизация
В городских условиях (город Темников) проживают 48,56 % населения района.

## Этнография

Наряд невесты. Нагрудные украшения. Мордва-мокша, Тамбовская губерния, Темниковский уезд, конец XIX — нач. XX века

## Административное деление
В Темниковский район как административно-территориальную единицу входят 1 город районного значения и 6 сельсоветов.
В муниципальный район, в рамках организации местного самоуправления, входят 7 муниципальных образований, в том числе 1 городское поселение и 6 сельских поселений.
Сельсоветы одноимённы образованным в их границах сельским поселениям, а город районного значения — городскому поселению.
| № | Муниципальное образование            | Административный центр  | Количество населённых пунктов | Население (чел.) | Площадь (км²) |
| - | ------------------------------------ | ----------------------- | ----------------------------- | ---------------- | ------------- |
| 1 | Темниковское городское поселение     | город Темников          | 1                             | ↗6451            | 19,46         |
| 2 | Аксёльское сельское поселение        | село Аксёл              | 20                            | ↗968             | 147.59        |
| 3 | Андреевское сельское поселение       | деревня Андреевка       | 7                             | ↗979             | 50.77         |
| 4 | Бабеевское сельское поселение        | село Бабеево            | 30                            | ↗1346            | 488.93        |
| 5 | Пурдошанское сельское поселение      | село Пурдошки           | 20                            | ↗1479            | 352.34        |
| 6 | Русско-Тювеевское сельское поселение | деревня Русское Тювеево | 12                            | ↗1201            | 660.89        |
| 7 | Старогородское сельское поселение    | село Старый Город       | 7                             | ↗860             | 212.3         |

### Населённые пункты
В Темниковском районе 97 населённых пунктов.
| №  | Населённый пункт          | Тип     | Население | Муниципальное образование            |
| -- | ------------------------- | ------- | --------- | ------------------------------------ |
| 1  | Агеево                    | деревня | ↘66       | Аксёльское сельское поселение        |
| 2  | Айкеево                   | деревня | ↘6        | Аксёльское сельское поселение        |
| 3  | Айсино                    | деревня | ↘0        | Пурдошанское сельское поселение      |
| 4  | Аксёл                     | село    | ↘603      | Аксёльское сельское поселение        |
| 5  | Александровка             | посёлок | ↗30       | Старогородское сельское поселение    |
| 6  | Алексеевка                | деревня | ↗225      | Старогородское сельское поселение    |
| 7  | Алкаево                   | деревня | ↘32       | Бабеевское сельское поселение        |
| 8  | Андреевка                 | деревня | ↘654      | Андреевское сельское поселение       |
| 9  | Андреевка                 | деревня | ↘8        | Пурдошанское сельское поселение      |
| 10 | Армеевка                  | деревня | ↘26       | Пурдошанское сельское поселение      |
| 11 | Бабеево                   | село    | ↘236      | Бабеевское сельское поселение        |
| 12 | Бегишево                  | деревня | ↘17       | Аксёльское сельское поселение        |
| 13 | Большое Татарское Караево | деревня | ↘228      | Русско-Тювеевское сельское поселение |
| 14 | Бочино                    | посёлок | ↘23       | Пурдошанское сельское поселение      |
| 15 | Булаево                   | село    | ↘166      | Пурдошанское сельское поселение      |
| 16 | Буртасы                   | село    | ↘13       | Пурдошанское сельское поселение      |
| 17 | Верясы                    | деревня | ↘2        | Русско-Тювеевское сельское поселение |
| 18 | Весёлый                   | посёлок | ↘41       | Бабеевское сельское поселение        |
| 19 | Высокое                   | деревня | ↘30       | Бабеевское сельское поселение        |
| 20 | Дасаево                   | деревня | ↘53       | Аксёльское сельское поселение        |
| 21 | Дашкино                   | деревня | ↘54       | Аксёльское сельское поселение        |
| 22 | Дегтярево                 | деревня | ↘24       | Русско-Тювеевское сельское поселение |
| 23 | Енаково                   | деревня | ↘28       | Аксёльское сельское поселение        |
| 24 | Енгуразово                | село    | ↘25       | Аксёльское сельское поселение        |
| 25 | Жегалово                  | село    | ↘349      | Пурдошанское сельское поселение      |
| 26 | Ивановка                  | деревня | ↘39       | Бабеевское сельское поселение        |
| 27 | Идеево                    | деревня | ↘2        | Аксёльское сельское поселение        |
| 28 | Итяково                   | деревня | ↘131      | Русско-Тювеевское сельское поселение |
| 29 | Ишейки                    | село    | ↘190      | Аксёльское сельское поселение        |
| 30 | Кицаевка                  | посёлок | ↘9        | Бабеевское сельское поселение        |
| 31 | Козловка                  | деревня | ↗35       | Андреевское сельское поселение       |
| 32 | Кондровка                 | село    | ↘185      | Бабеевское сельское поселение        |
| 33 | Кочемасово                | деревня | ↘1        | Бабеевское сельское поселение        |
| 34 | Красный                   | посёлок | ↘7        | Пурдошанское сельское поселение      |
| 35 | Кривошеево                | деревня | ↘4        | Аксёльское сельское поселение        |
| 36 | Кушки                     | село    | ↘317      | Бабеевское сельское поселение        |
| 37 | Лаврентьево               | село    | ↘105      | Бабеевское сельское поселение        |
| 38 | Лесное Ардашево           | село    | ↘144      | Бабеевское сельское поселение        |
| 39 | Лесное Кичатово           | деревня | ↘10       | Бабеевское сельское поселение        |
| 40 | Лесное Плуксово           | деревня | ↘8        | Бабеевское сельское поселение        |
| 41 | Лесное Цибаево            | село    | ↘131      | Бабеевское сельское поселение        |
| 42 | Лесные Сиялы              | деревня | ↘57       | Бабеевское сельское поселение        |
| 43 | Максима Горького          | посёлок | ↘3        | Бабеевское сельское поселение        |
| 44 | Малиновка                 | посёлок | ↘1        | Бабеевское сельское поселение        |
| 45 | Матвеево                  | село    | ↘34       | Аксёльское сельское поселение        |
| 46 | Митрялы                   | село    | ↘272      | Андреевское сельское поселение       |
| 47 | Нижние Борки              | деревня | ↘138      | Пурдошанское сельское поселение      |
| 48 | Нижний Сатис              | посёлок | ↘4        | Русско-Тювеевское сельское поселение |
| 49 | Николаевка                | деревня | ↘7        | Бабеевское сельское поселение        |
| 50 | Новое Авкиманово          | деревня | ↘161      | Андреевское сельское поселение       |
| 51 | Новый Шукстелим           | деревня | ↘23       | Бабеевское сельское поселение        |
| 52 | Оброчное                  | посёлок | ↘25       | Бабеевское сельское поселение        |
| 53 | Павловка                  | деревня | ↘12       | Пурдошанское сельское поселение      |
| 54 | Песочное Канаково         | деревня | ↘113      | Бабеевское сельское поселение        |
| 55 | Пиевка                    | деревня | ↘18       | Пурдошанское сельское поселение      |
| 56 | Плосское                  | посёлок | ↘105      | Бабеевское сельское поселение        |
| 57 | Подайкеево                | деревня | ↘3        | Аксёльское сельское поселение        |
| 58 | Подгорное Канаково        | село    | ↘340      | Бабеевское сельское поселение        |
| 59 | Подгорные Селищи          | деревня | ↘26       | Бабеевское сельское поселение        |
| 60 | Польское Ардашево         | деревня | ↘107      | Бабеевское сельское поселение        |
| 61 | Польское Цибаево          | село    | ↘75       | Бабеевское сельское поселение        |
| 62 | Полянки                   | село    | ↘39       | Пурдошанское сельское поселение      |
| 63 | Поповка                   | деревня | ↘4        | Пурдошанское сельское поселение      |
| 64 | Приютово                  | деревня | ↘10       | Пурдошанское сельское поселение      |
| 65 | Пурдошки                  | село    | ↘850      | Пурдошанское сельское поселение      |
| 66 | Пушта                     | посёлок | ↘56       | Русско-Тювеевское сельское поселение |
| 67 | Романовский               | посёлок | ↘8        | Русско-Тювеевское сельское поселение |
| 68 | Росстанье                 | посёлок | ↘2        | Русско-Тювеевское сельское поселение |
| 69 | Рощино                    | село    | ↘22       | Пурдошанское сельское поселение      |
| 70 | Русское Адаево            | деревня | ↘55       | Аксёльское сельское поселение        |
| 71 | Русское Караево           | деревня | ↘283      | Русско-Тювеевское сельское поселение |
| 72 | Русское Тювеево           | деревня | ↘659      | Русско-Тювеевское сельское поселение |
| 73 | Санаксарь                 | посёлок | ↘57       | Старогородское сельское поселение    |
| 74 | Семёновка                 | посёлок | ↗13       | Старогородское сельское поселение    |
| 75 | Сендюково                 | деревня | ↘18       | Аксёльское сельское поселение        |
| 76 | Сосновка                  | деревня | ↘99       | Русско-Тювеевское сельское поселение |
| 77 | Старая Ямская Слобода     | село    | ↘6        | Пурдошанское сельское поселение      |
| 78 | Старое Авкиманово         | деревня | ↘27       | Андреевское сельское поселение       |
| 79 | Старый Город              | село    | ↘360      | Старогородское сельское поселение    |
| 80 | Старый Ковыляй            | село    | ↘210      | Пурдошанское сельское поселение      |
| 81 | Старый Шукстелим          | деревня | ↘32       | Бабеевское сельское поселение        |
| 82 | Сухово                    | деревня | ↘95       | Старогородское сельское поселение    |
| 83 | Тарханы                   | село    | ↘275      | Аксёльское сельское поселение        |
| 84 | Татарское Адаево          | деревня | ↘74       | Аксёльское сельское поселение        |
| 85 | Татарское Акашево         | деревня | ↘16       | Аксёльское сельское поселение        |
| 86 | Темников                  | город   | ↗6451     | Темниковское городское поселение     |
| 87 | Торфоразработки           | посёлок | ↘10       | Андреевское сельское поселение       |
| 88 | Третьяково                | деревня | ↘28       | Бабеевское сельское поселение        |
| 89 | Тумсово                   | деревня | ↘7        | Аксёльское сельское поселение        |
| 90 | Урей 3-й                  | село    | ↘416      | Пурдошанское сельское поселение      |
| 91 | Ушаковка                  | посёлок | ↘95       | Старогородское сельское поселение    |
| 92 | Чекаевка                  | деревня | ↘9        | Пурдошанское сельское поселение      |
| 93 | Чижиково                  | деревня | ↘72       | Русско-Тювеевское сельское поселение |
| 94 | Чумартово                 | деревня | ↘159      | Андреевское сельское поселение       |
| 95 | Шайгуши                   | посёлок | ↘14       | Бабеевское сельское поселение        |
| 96 | Шумиловка                 | посёлок | ↗7        | Бабеевское сельское поселение        |
| 97 | Шурбино                   | деревня | ↘2        | Аксёльское сельское поселение        |

Упразднённые населённые пункты:
- 1997 год — посёлки Максимовка Булаевского сельсовета и поселок Шалы Лаврентьевского сельсовета; деревня Михайловка Староковыляйского сельсовета.[23].

### История административного деления
Законом Республики Мордовия от 28 января 2004 года был упразднён Полянский сельсовет, а входившие в него населённые пункты (село Полянки и деревни Андреевка и Приютово) включены в Жегаловский сельсовет.
В 2005 году первоначально в муниципальном районе было образовано 24 муниципальных образования, в том числе 1 городское поселение и 23 сельских поселения. Последним соответствовали 23 сельсовета.
Законом Республики Мордовия от 12 октября 2009 года, Матвеевское сельское поселение и одноимённый ему сельсовет были упразднены (населённые пункты были включены в Аксёльское сельское поселение и одноимённый ему сельсовет).
Законом Республики Мордовия от 15 июня 2010 года, Польско-Цибаевское сельское поселение и одноимённый ему сельсовет были упразднены (населённые пункты были включены в Кушкинское сельское поселение и одноимённый ему сельсовет).
Законом Республики Мордовия от 8 августа 2013 года, Лаврентьевское, Лесно-Ардашевское и Лесно-Цибаевское сельские поселения и одноимённые им сельсоветы были упразднены (населённые пункты были включены в Бабеевское сельское поселение и одноимённый ему сельсовет).
Законом Республики Мордовия от 15 июня 2015 года, Булаевское сельское поселение и одноимённый ему сельсовет были упразднены (населённые пункты были включены в Урейское сельское поселение и одноимённый ему сельсовет); Кондровское сельское поселение и одноимённый ему сельсовет были упразднены (населённые пункты были включены в Подгорно-Канаковское сельское поселение и одноимённый ему сельсовет).
Законом Республики Мордовия от 17 мая 2018 года, Ишейское сельское поселение и одноимённый ему сельсовет были упразднены (населённые пункты были включены в Тархановское сельское поселение и одноимённый ему сельсовет).
Законом Республики Мордовия от 24 апреля 2019 года, Жегаловское сельское поселение и одноимённый ему сельсовет были упразднены (населённые пункты включены в Пурдошанское сельское поселение и одноимённый ему сельсовет).
Законом от 19 мая 2020 года, в июне 2020 года были упразднены:
- Алексеевское сельское поселение и одноимённый ему сельсовет (населённые пункты включены в Старогородское сельское поселение и одноимённый ему сельсовет);
- Митряловское сельское поселение и одноимённый ему сельсовет (населённые пункты включены в Андреевское сельское поселение и одноимённый ему сельсовет)
- Тархановское сельское поселение и одноимённый ему сельсовет (населённые пункты включены в Аксёльское сельское поселение и одноимённый ему сельсовет);
- Кушкинское и Подгорно-Конаковское сельские поселения и одноимённые им сельсоветы (населённые пункты включены в Бабеевское сельское поселение и одноимённый ему сельсовет);
- Староковыляйское и Урейское сельские поселения и одноимённые им сельсоветы (населённые пункты включены в Пурдошанское сельское поселение и одноимённый ему сельсовет);
- Русско-Караевское сельское поселение и одноимённый ему сельсовет (населённые пункты включены в Русско-Тювеевское сельское поселение и одноимённый ему сельсовет).

## Экономика
Экономика района представлена, в основном, сельскохозяйственными и перерабатывающими предприятиями.
Самые большие предприятия:
- АО Завод Сухого обезжиренного молока. Был обанкрочен и продан. Переименован в ОАО Агрофирма Темняковская,
- МУП «Темниковэлектротеплосеть»,
- МУП «Жилкомхоз»,
- МУЭС филиал ОАО «ВолгаТелеком».